# Новоуренгойский ЗПКТ
Новоуренгойский завод по подготовке конденсата к транспорту (Новоуренгойский ЗПКТ) — крупный завод по переработке нефтегазоконденсатной смеси, расположенный вблизи г. Новый Уренгой, Ямало-Ненецкий автономный округ. Входит в единый технологический комплекс с Сургутским ЗСК, для которого является основным источником сырья. Проектная мощность по переработке сырья составляет 13,67 млн тонн в год. Принадлежит ООО «Газпром переработка» (входит в группу «Газпром»).

## История
Новоуренгойский завод по подготовке конденсата к транспорту был введён в эксплуатацию 18 января 1985 года. Предприятие было построено в очень сжатые сроки, в его возведении участвовало 70 различных предприятий. Изначально оборудование предприятия состояло из одной установки деэтанизации конденсата, установки стабилизации конденсата и установки получения дизельного топлива; ещё одна установка получения дизельного топлива была пущена в 1987 году. В 1989 году заработала установка получения пропан-бутана, в 2001 году было завершено строительство второй установки деэтанизации конденсата, что позволило увеличить мощности предприятия вдвое.
С 2006 года предприятие выпускает арктическое дизельное топливо по ГОСТу, а с 2013 года — авиационный керосин. С 2008 года начата переработка нестабильного конденсата с Ачимовских залежей, отличающегося более высоким содержанием высокомолекулярных парафинов. В 2018 году проведена реконструкция дожимной компрессорной станции для обеспечения сырьем строящегося Новоуренгойского газохимического комплекса. В 2021 году завершено строительство и ввод в эксплуатацию установки стабилизации конденсата Ачимовских залежей. В марте 2022 года пущена в эксплуатацию система подготовки и транспорта нефти с насосной, нефтеконденсатопроводом «Уренгой-Пурпе» и приемосдаточным пунктом.
В ночь на 5 августа 2021 года на Новоуренгойском ЗПКТ произошёл пожар, тушение которого заняло сутки. Пострадавших в результате пожара не было, но огнём было сильно повреждено оборудование установки деэтанизации конденсата УДК-1, что вызвало снижение поставок газа «Газпромом» и рост цен на сжиженный углеводородный газ. После оценки состояния поврежденного оборудования было принято решение до конца 2023 года построить новую установку деэтанизации конденсата проектной мощностью 8 млн тонн в год.

## Сырьё
Предприятие перерабатывает нестабильную нефтегазоконденсатную смесь, поступающую с нефтегазоконденсатных месторождений Надым — Пур-Тазовского региона: Ямбургского, Заполярного, Уренгойского. С декабря 2022 года на завод поступает ШФЛУ с Газпром нефть Заполярье.

## Продукция
Предприятие производит 18 видов продукции — деэтанизированный и стабильный конденсаты, газы глеаодородные и деэтанизации, широкую фракцию лёгких углеводородов (ШФЛУ), стабильный газовый конденсат, легкий дистиллят газового конденсата, сжиженные углеводородные газы (пропан-бутан), пропановую фракцию, лигроин, дизельное топливо, авиационный керосин. Азот и медицинский кислород. Деэтанизированный конденсат отгружается на Сургутский ЗСК по конденсатопроводу «Уренгой — Сургут», газ деэтанизации поступает в систему газопроводного транспорта. Примерно 70 % поступающего на предприятие сырья деэтанизируется и направляется на Сургутский ЗСК для дальнейшей переработки и в газопроводную систему, 30 % — стабилизируется и перерабатывается на предприятии для внутреннего рынка ЯНАО .

## Технология и оборудование
Оборудование предприятия включает: .
- установку деэтанизации конденсата УДК-1, мощностью 6,16 млн тонн в год (по состоянию на начало 2022 года выведена из эксплуатации после пожара, произошедшего в 2021 году). Состоит из четырёх технологических ниток, каждая из которых включает в себя два сепаратора-выветривателя и один деэтанизатор. Введена в эксплуатацию в 1985 году;
- установку деэтанизации конденсата УДК-2, мощностью 6,16 млн тонн в год. Введена в эксплуатацию в 2001 году;
- установку стабилизации конденсата УСК, мощностью 1,3 млн тонн в год. Состоит из двух технологических линий. Введена в эксплуатацию в 1985 году;
- установку получения дизельного топлива УПДТ-1. Введена в эксплуатацию в 1985 году;
- установку получения дизельного топлива УПДТ-2. Введена в эксплуатацию в 1987 году. Общая проектная мощность УПДТ-1 и УПДТ-2 составляет 200 тысяч тонн в год, фактическая мощность — 350 тыс. тонн в год;
- установку получения пропан-бутана УППБ, проектной мощностью 128,5 тыс. тонн в год, фактической мощностью 229 тыс. тонн в год. Введена в эксплуатацию в 1989 году;
- установку подготовки газов деэтанизации УПГД, проектной мощностью 1,7 млн т в год;
- установку стабилизации конденсата Ачимовских залежей, проектной мощностью 4,0 млн. тонн в год .
- насосная перекачивающая станция Уренгойская и приемосдаточный пункт, проектной мощностью каждого объекта по 5,0 млн.тонн/год нефтеконденсатной смеси.